# Me lo dices o me lo cantas
Me lo dices o me lo cantas fue un programa de televisión español producido por FremantleMedia y emitido en Telecinco cada martes entre el 25 de julio y el 29 de agosto de 2017. El formato fue presentado por Jesús Vázquez, y contó con un jurado formado por Yolanda Ramos, Santi Millán, Cristina Rodríguez y Jorge Cadaval.
Me lo dices o me lo cantas recogía el concepto puesto en práctica en formatos anteriores como La parodia nacional, y en programas estadounidenses como The Tonight Show Starring Jimmy Fallon, The Late Late Show with James Corden o Jimmy Kimmel Live!, en los que a menudo incluyen actuaciones protagonizadas por personajes muy conocidos que interpretan grandes éxitos musicales con letras que ironizan sobre la política, la sociedad o la televisión, entre otros muchos temas.

## Temporadas
| Temporada | Temporada | Programas | Estreno             | Final                | Ganador/a          | Audiencia media | Audiencia media |
| Temporada | Temporada | Programas | Estreno             | Final                | Ganador/a          | Espectadores    | Cuota           |
| --------- | --------- | --------- | ------------------- | -------------------- | ------------------ | --------------- | --------------- |
|           | 1         | 6         | 25 de julio de 2017 | 29 de agosto de 2017 | Belinda Washington | 1.091.000       | 9,1%            |

### Presentador
| Presentador   | Profesión                 | Duración | Ediciones |
| ------------- | ------------------------- | -------- | --------- |
| Jesús Vázquez | Presentador de televisión | 2017     | 1         |

### Jurado
| Jurado             | Profesión                                           | Duración | Ediciones |
| ------------------ | --------------------------------------------------- | -------- | --------- |
| Yolanda Ramos      | Actriz, humorista y presentadora de televisión      | 2017     | 1         |
| Cristina Rodríguez | Figurinista, estilista y presentadora de televisión | 2017     | 1         |
| Santi Millán       | Actor y presentador de televisión                   | 2017     | 1         |
| Jorge Cadaval      | Humorista, miembro de Los Morancos                  | 2017     | 1         |

## Me lo dices o me lo cantas(2017)
La primera temporada de Me lo dices o me lo cantas estuvo programada para que se emitiese el viernes 26 de mayo de 2017, pero se retrasó debido a que las audiencias del programa de Risto Mejide All you need is love... o no podrían llevar a una reorganización. Entre otros motivos del retraso del estreno, el consejero delegado Paolo Vasile pensó que debía grabarse otra vez y hubo además problemas con el montaje y con las concursantes Carmen Alcayde y Corina Randazzo.
Finalmente la primera edición se inició el 25 de julio de 2017 y finalizó el 29 de agosto.

### Concursantes
|                    |                                                  | Ocupación                                   | Equipo        | Galas ganador/a                 | Información                |
| ------------------ | ------------------------------------------------ | ------------------------------------------- | ------------- | ------------------------------- | -------------------------- |
|                    | Álex Forriols                                    | Cantante, concursante de OT 2011 y La Voz 4 | Yolanda Ramos | 6.ª                             | Finalista de Yolanda Ramos |
| Alyson Eckmann     | Presentadora de TV y ganadora de GH VIP 5        | Jorge Cadaval                               | 2.ª           | —                               |                            |
| Belinda Washington | Actriz y presentadora de TV                      | Santi Millán                                | 3.ª y 5.ª     | Ganadora                        |                            |
| Carmen Alcayde     | Periodista y presentadora de TV                  | Yolanda Ramos                               | Sin premio    | —                               |                            |
| Corina Randazzo    | Actriz y protagonista de Un príncipe para Corina | Santi Millán                                | Sin premio    | —                               |                            |
| David Carrillo     | Actor y presentador de TV                        | Santi Millán                                | 5.ª           | —                               |                            |
| Hugo Salazar       | Cantante y finalista de OT 2002                  | Yolanda Ramos                               | Sin premio    | —                               |                            |
| Ibán Velacoracho   | Concursante de Got Talent España                 | Santi Millán                                | Sin premio    | —                               |                            |
| Javier Martín      | Actor y presentador de TV                        | Jorge Cadaval                               | 2.ª y 4.ª     | —                               |                            |
| Ken Appledorn      | Actor y marido de Jorge Cadaval                  | Yolanda Ramos                               | Sin premio    | —                               |                            |
| Lupy               | Actor, humorista y presentador de televisión     | Cristina Rodríguez                          | Sin premio    | —                               |                            |
| Nagore Robles      | Concursante de GH 11 y colaboradora de TV        | Cristina Rodríguez                          | Sin premio    | Finalista de Cristina Rodríguez |                            |
| Rebeca Pous        | Cantante                                         | Cristina Rodríguez                          | Sin premio    | —                               |                            |
| Sergio Alcover     | Coreógrafo, bailarín y cantante                  | Jorge Cadaval                               | 1.ª           | —                               |                            |
| Vivy Lin           | Actriz y cómica                                  | Jorge Cadaval                               | 1.ª           | Finalista de Jorge Cadaval      |                            |
| Xavier Deltell     | Actor, humorista y presentador de televisión     | Cristina Rodríguez                          | Sin premio    | —                               |                            |
| Rocío Madrid       | Actriz y presentador de televisión               | Yolanda Ramos                               | Sin premio    | —                               |                            |
| Roser              | Cantante y presentadora de televisión            | Santi Millán                                | Sin premio    | —                               |                            |

### Parodias
|                    | Gala 1                      | Gala 2                    | Gala 3               | Gala 4                      | Gala 5             | Gala 6                 |
| ------------------ | --------------------------- | ------------------------- | -------------------- | --------------------------- | ------------------ | ---------------------- |
| Álex Forriols      | Rodrigo Rato                | Vladímir Putin            | Carles Puigdemont    | Torrente                    | Pelayo Díaz        | Isabel Pantoja         |
| Alyson Eckmann     | Isabel II                   | Leticia Sabater           | Letizia Ortiz        | Paris Hilton                | Enrique Iglesias   | Barbie                 |
| Belinda Washington | Miguel Ángel Revilla        | Cristina Cifuentes        | Kim Kardashian       | Pedro Almodóvar             | Felipe González    | Carmen Borrego         |
| Carmen Alcayde     | Asistenta de Bertín Osborne | Iker Jiménez              | Aless Gibaja         | Exento                      | Exento             | Exento                 |
| Corina Randazzo    | Angela Merkel               | María Dolores de Cospedal | Sofía de Grecia      | Exento                      | Exento             | Exento                 |
| David Carrillo     | Kiko Rivera                 | David Muñoz               | Manel Navarro        | Gerard Piqué                | Felipe González    | Abraham Mateo          |
| Hugo Salazar       | Bertín Osborne              | Mario Conde               | Albert Rivera        | Fernando Alonso             | Esperanza Gracia   | Pedro Picapiedra       |
| Ibán Velacoracho   | David Bustamante            | Mariano Rajoy             | Juan Carlos I        | Íñigo Errejón               | Lionel Messi       | Risto Mejide           |
| Javier Martín      | Pablo Iglesias              | Juan Miguel Martínez      | Rafael Catalá        | José María Aznar            | Alaska             | El pequeño Nicolás     |
| Ken Appledorn      | Donald Trump                | Carmen Porter             | Artur Mas            | Él mismo                    | Jesús Calleja      | Pablo Mármol           |
| Lupy               | Vargas Llosa                | Iñaki Urdangarín          | Jorge Javier Vázquez | José Manuel García-Margallo | Pedro Piqueras     | Jordi Pujol Ferrusola  |
| Nagore Robles      | Isabel Preysler             | Mercedes Milá             | Lady Gaga            | Soraya Sáenz de Santamaría  | Pamela Anderson    | Raphael                |
| Rebeca Pous        | Esperanza Aguirre           | Cristina de Borbón        | Ana Obregón          | Alba Carrillo               | Mila Ximénez       | Andrea Janeiro         |
| Rocío Madrid       | Exento                      | Exento                    | Exento               | Belén Esteban               | Cristina Rodríguez | Chiquito de la Calzada |
| Roser Murillo      | Exento                      | Exento                    | Exento               | Shakira                     | Melania Trump      | Terelu Campos          |
| Sergio Alcover     | Pedro Sánchez               | Nicolás Maduro            | Will Smith           | Steve Urkel                 | Beyoncé            | Woody                  |
| Vivy Lin           | Susana Díaz                 | Manuela Carmena           | Dolors Montserrat    | La Rebe de Los Gipsy Kings  | Mario Vaquerizo    | Paz Padilla            |
| Xavier Deltell     | Cristóbal Montoro           | Ana Botella               | Carlos Sobera        | Mariano Rajoy               | Kim Jong-un        | Marta Ferrusola        |

### Audiencias
| Fecha      | Gala   | Ganadores                           | Espectadores | Share |
| ---------- | ------ | ----------------------------------- | ------------ | ----- |
| 25/07/2017 | Gala 1 | Sergio Alcover y Vivy Lin           | 1.793.000    | 13.6% |
| 01/08/2017 | Gala 2 | Alyson Eckmann y Javier Martín      | 1.181.000    | 9.7%  |
| 08/08/2017 | Gala 3 | Belinda Washington                  | 888.000      | 7.5%  |
| 15/08/2017 | Gala 4 | Javier Martín                       | 818.000      | 7.7%  |
| 22/08/2017 | Gala 5 | Belinda Washington y David Carrillo | 1.075.000    | 9.1%  |
| 29/08/2017 | Gala 6 | Álex Forriols y Belinda Washington  | 979.000      | 7.4%  |

## Polémicas
Con el estreno del programa, Álex Forriols parodió a Rodrigo Rato y en su canción nombró a Miguel Blesa, que había fallecido una semana antes. Fue uno de los momentos más comentados del programa. La razón de este anacronismo se produjo porque el programa ya estaba grabado antes de que se produjera la muerte del mismo.
En la primera actuación de David Carrillo, que interpretó a Kiko Rivera, este demandó a él y al programa por hacer alusión a los problemas judiciales de su madre. David Carrillo respondió que solamente era una parodia y que debería tomárselo con más humor.

## Audiencia media
| Edición                    | Fecha | Cadena    | Espectadores | Share | Gran Final     |
| -------------------------- | ----- | --------- | ------------ | ----- | -------------- |
| Me lo dices o me lo cantas | 2017  | Telecinco | 1.091.000    | 9,1%  | 979 000 (7,4%) |